# 토르니키오스

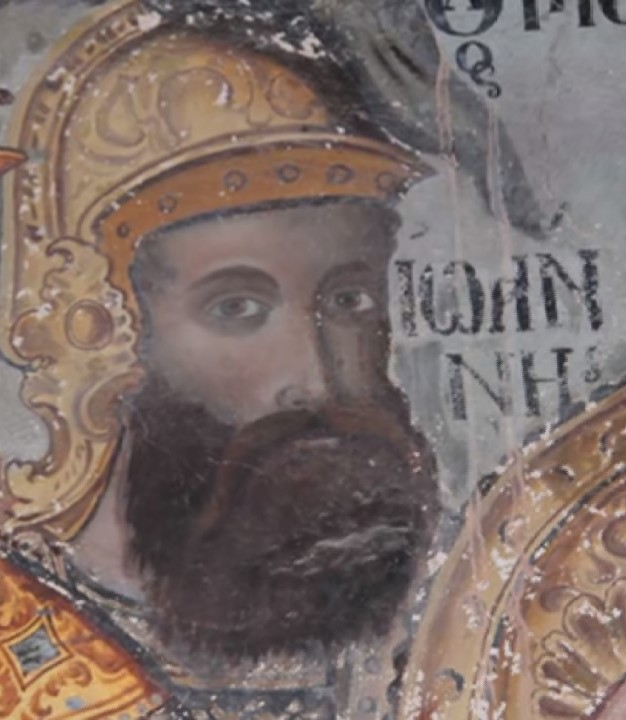

토르니키오스(그리스어: Τορνίκιος, Tornikios, 985년 죽음) 또는 토르니케(조지아어: თორნიკე, T'ornike)는 퇴역 장군이었으며 오늘날 북동 그리스의 아토스산에 있는, 현재는 조지아 정교회의 이비론 수도원 설립자로 더 잘 알려진 수사이다.

## 생애
토르니케는 조지아의 주요 귀족 가문 태생이며, 바그라티오니 가의 통지 왕조와 인척 관계에 있었다. 그의 부친, 초르드바넬리는 950년경에 콘스탄티노플에서 비잔티움 제국의 황제 콘스탄티누스 포르피로게네토스를 방문했었던 조지아의 왕자 아쇼트 2세 쿠로팔라테스의 수행원이었다. 그의 조카들 세 명은 군인 경력이 있었고, 그들 가운데 한 명인 바라즈바체는 1037~1038년에 비잔티움의 동쪽의 중요한 전초지가 될 에데사의 카테파노(군사 통치자)의 직책을 맡았다. 토르니케는 조지아의 바그라티드 왕조 아래서 성공적으로 군복무를 했고 조신의 경력(특히 그는 스트래티고스와 동등한 조지아인, 에리스타비였다.)이 있었으며, 비잔티움 제국의 칭호 파트리키오스를 받기도 했다. 그는 963년경에 조지아의 왕자 타오의 다비트 3세의 장군직인 그의 지위에서 물러났고, 아토스산에서 요한(요한네스 또는 존)의 이름으로 아타나시오의 라브라를 탈퇴했다. 요한 토르니키오스는 970년대 초반에 다른 조지아인 퇴역 장교인 요한과 그 아들 에우티미오와 합류했다.
976년에, 황제 바실 2세의 통치 초기 때의 가장 큰 동란인 비잔티움 제국의 아시아 지역에서 바르다스 스클레로스가 이끄는 반란이 일어났다. 스클레로스는 그 당시 충성스러웠던 바르다스 포카스장군에 대항하여 연속되는 전투를 이겼고, 아나톨리아를 통과하여 동쪽에서 콘스탄티노플로 행진했다. 바실은 사태를 해결할 필요가 있는 것으로 보이는 수단으로, 타오의 다비드 3세와 동맹을 맺기 위하여 요한 토르니키오스를 그의 수도로 불러들였다. 수사는 마지못해 승낙하였고, 주로, 그가 제국의 명령에 복종하는 것이 아토스산 공동체의 가장 큰 관심사가 될 것이라고 하는 그의 제자 수사들에 의해 설득되었다. 다비드는 힘차게 대답했고, 그의 이전 장군에게 제국군을 강화하기 위해 보낸 12,000명 정도의 조지아인 기병들의 지휘를 맡겼다. 결정적인 전투는 979년 3월 24일 카이사레아 근처의 판킬리아에서 일어났고 반란군의 참담한 패배로 결판이 났다.
그들의 지원에 대한 보상으로, 다비드는 북동 아나톨리아에서 넓은 땅들의 평생 관리권을 갖게 되었고, 반면에 요한 토르니키오스는 신켈로스(총대주교의 조력자)의 칭호를 수여받았다. 더 중요한 것은, 승리한 수사 전원들이 전리품과 12 켄티나리아(1,200 lb)의 금 만큼의 "값비싼 물건들" 을 짊어지고 아토스로 돌아와서 그 재산들로 아토스산에 조지아인들이 이비론이라고 불리는 그들 소유의 건물을 설립하는 것을 가능하게 했다는 것이다. 이비론 수도원은 현재 그리스인들이 거주하기는 하지만, 오늘날까지 그리스어 명칭 "이베리아인들의", 예를 들어, 조지아인의 이비론 이라고 알려져 있다. 황제는 그에게 토지들과 특권들의 선물공세도 퍼부었고, 보상금과 세금 면제 혜택도 주었다. 새로운 수도원 건물은, 조지아인의 동방 정교회 문화의 생기 넘치는 중심지가 생기도록 예정되었고, 크테토르(설립자)인 요한 토르니키오스와 헤구메노스(수도원장)인 그의 친구 요안네와 함께 이뤄갔다.

## 참고
- Morris, R. (2002), Monks and Laymen in Byzantium, 843-1118, Cambridge University Press (UK), ISBN 0-521-26558-4, pp 85-6
- Peelers P. Un Colophon georgien de Thornik le moine // Analecta Bollandiana, 1932-50